# Espiazione (romanzo)
Espiazione è un romanzo dello scrittore britannico Ian McEwan, pubblicato nel 2001.

## Trama

### Prima parte
Briony Tallis, una ragazza inglese di 13 anni con un talento per la scrittura, vive nella grande tenuta di campagna della sua famiglia con genitori Jack ed Emily Tallis. La sorella maggiore Cecilia si è recentemente laureata presso l'Università di Cambridge con Robbie Turner, figlio della governante della famiglia Tallis e amico d'infanzia di Cecilia, un giovane estremamente brillante; i suoi studi sono stati pagati da Jack Tallis.
Nell'estate del 1935 i cugini materni di Briony, Lola e i suoi fratelli gemelli Jackson e Pierrot, vengono come ospiti dai Tallis dal momento che i loro genitori stanno attraversando un difficile divorzio. L'immaturità di Briony e la sua incapacità di cogliere certe situazioni che sono al di là della sua comprensione, la portano a interpretare male un litigio tra Cecilia e Robbie a cui assiste casualmente: trascinata dalla fantasia, si convince che Robbie si stia comportando in modo aggressivo nei confronti della sorella.
Al contempo, Robbie si rende conto di essere innamorato di Cecilia; dopo il loro litigio scrive diverse bozze di una lettera per lei in cui si scusa ed esprime i suoi sentimenti, per poi consegnarla a Briony affinché la dia alla sorella. Per errore le dà però una versione scartata che aveva scritto scherzosamente, contenente riferimenti osceni e volgari, rendendosene conto solo quando è troppo tardi. Briony legge la lettera prima di passarla a Cecilia nonostante le istruzioni di non aprirla e resta sconvolta. 
Più tardi, quella sera stessa, Robbie e Cecilia hanno finalmente modo di chiarirsi e confessarsi l'amore reciproco; quindi consumano un rapporto sessuale in biblioteca. Briony tuttavia li sorprende e interpreta erroneamente quel che vede come un'aggressione ai danni di Cecilia. Dopo essersi confidata con Lola, la bambina si convince che Robbie sia "un maniaco" da cui deve proteggere la sorella.
Alla cena di famiglia partecipano anche Leon, il figlio maggiore dei Tallis, e il suo amico Paul Marshall, celebre e ricco industriale della cioccolata. Si scopre che i gemelli, in crisi per la situazione, sono scappati; quindi, i presenti si dividono in gruppi per cercarli.
Anche Briony esce di casa per unirsi alle ricerche; nell'oscurità vede un misterioso individuo violentare Lola e fuggire. La cugina non è in grado di identificare l'aggressore (oppure non vuole farlo per paura); Briony, condizionata dalle sue interpretazioni delle azioni di Robbie verso Cecilia nella giornata, lo accusa dello stupro, dichiarando ai familiari e alla polizia di averlo visto per bene in faccia. Robbie nel frattempo torna alla villa dopo aver ritrovato i gemelli e viene tratto in arresto; i Tallis, bendisposti e affettuosi nei suoi confronti da quando era bambino, gli voltano le spalle; solo sua madre e Cecilia credono alle sue dichiarazioni di innocenza. Briony, sempre saziando le proprie fantasie, è soddisfatta, ritenendo di essere riuscita a sconfiggere il "cattivo" di turno e di aver salvato sua sorella dalle molestie.

### Seconda parte
Quattro anni dopo, ha inizio la seconda guerra mondiale; Robbie si arruola nell'esercito per avere una riduzione degli anni da scontare in prigione, mentre Cecilia ha terminato gli studi ed è diventata infermiera; la donna, delusa e furiosa con la propria famiglia per come si è rivoltata contro Robbie nonostante lo stretto legame che condividevano, si è allontanata da loro.
Non essendo permesso a Cecilia di visitare Robbie durante la sua detenzione, i due si scrivevano delle lettere. Prima che Robbie parta per la Francia si incontra per mezz'ora con la donna durante la pausa pranzo di lei. Nonostante l'iniziale imbarazzo, la passione si riaccende in fretta e, prima che si separarino, Cecilia gli fa promettere che sarebbe tornato da lei. 
In Francia Robbie viene separato dalla sua unità e vaga con altri due soldati per il Paese per raggiungere Dunkerque, dove gli inglesi si stanno ritirando a causa dell'andamento catastrofico della guerra. Il giovane, con una ferita provocata da una scheggia a cui non dà molto peso, lungo la strada ha modo di vivere in prima persona gli orrori del conflitto, che coinvolge soldati e civili; riflette inoltre sulla propria determinazione di tornare da Cecilia e ripensa a quello che potrebbe aver portato Briony ad accusarlo ingiustamente.
Robbie manifesta una sempre maggiore stanchezza e debolezza, senza però arrendersi in quanto ha come unico scopo quello di mantenere la promessa fatta a Cecilia di tornare da lei. Ormai febbricitante e delirante, Robbie si addormenta a Dunkerque un giorno prima dell'inizio dell'evacuazione.

### Terza parte
Briony, ormai diciottenne, vive con il rimorso per le sue azioni passate, avendo compreso la gravità dell'errore. Pertanto ha rifiutato un posto a Cambridge per diventare un'infermiera tirocinante a Londra pur non avendo alcuna vocazione, sperando di rendersi utile per gli altri. Nel frattempo, quando può, scrive ancora, anche se non più con la stessa incoscienza di quando era bambina.
Con lo scoppio della guerra, anche Briony entra in contatto con le sue tragiche conseguenze quando numerosi soldati feriti vengono ricoverati all'ospedale in cui lavora. Una sera viene chiamata al capezzale di Luc, un giovane soldato francese ferito gravemente alla testa. Lei lo conforta nei suoi ultimi minuti di vita, assecondandolo quando la scambia per una ragazza inglese che sua madre voleva che sposasse. Briony arriva ad avere una fantasia in cui si immagina di sposare davvero il soldato.
Successivamente, Briony partecipa di nascosto al matrimonio tra Paul Marshall e Lola: si è ormai resa conto che fu lui a violentare la ragazza, non Robbie. In seguito fa visita a Cecilia, dopo tanto tempo passato senza vedersi. Nel suo appartamento trova a sorpresa anche Robbie, che è in congedo. Entrambi, soprattutto Robbie, sono ancora furibondi con Briony e rifiutano di perdonarla per quello che fece. La ragazza promette ugualmente loro che cercherà di sistemare le cose facendo avviare le procedure legali necessarie per scagionare Robbie, sebbene Paul Marshall non potrà essere ritenuto responsabile della violenza a causa del matrimonio con la vittima.

### Postscript
La parte finale è ambientata a Londra nel 1999 ed è narrata dalla stessa Briony nel suo diario. Ha raggiunto i 77 anni di età ed è una scrittrice di successo a cui è stata recentemente diagnosticata una demenza vascolare, che la porterà a un rapido declino mentale e infine alla morte.
Si scopre che Briony è l'autrice delle sezioni precedenti del romanzo. Dopo aver appreso la notizia della sua malattia, Briony si dirige a una festa organizzata nella sua vecchia casa in campagna; rivela che Robbie è morto di setticemia (a causa della sua ferita) sulle spiagge di Dunkerque il giorno prima dell'ultima evacuazione, mentre Cecilia è stata uccisa quando una bomba ha distrutto la stazione della metropolitana di Balham durante il Blitz. Briony partecipò effettivamente al matrimonio tra Lola e Marshall nel 1940, ma non andò da sua sorella, che aveva appena subito un lutto, e non ebbe quindi mai modo di fare ammenda. Il romanzo - di cui conferma la veridicità salvo che per il ricongiungimento finale tra Robbie e Cecilia - è il suo tentativo, durato tutta la vita, di espiare la sua colpa di aver rovinato le loro vite.
Briony giustifica il suo lieto fine inventato dicendo che non vede il motivo di dare ai lettori una storia "spietata", affermando che lo ritiene un atto finale di gentilezza verso Cecilia e Robbie per permettere loro di condurre felicemente - almeno nella sua storia - la vita che tanto hanno desiderato.

## Personaggi
- Briony Tallis: la figlia più piccola della famiglia Tallis. All'inizio della storia ha tredici anni e dimostra una personalità precoce e maliziosa, con aspirazioni da scrittrice. La sua grande fantasia la porta a drammatizzare eccessivamente la realtà che la circonda, arrivando a mal interpretare alcuni eventi a cui assiste e concludendo che il giardiniere Robbie Turner sia un maniaco sessuale che ha preso di mira sua sorella Cecilia. Accusa il giovane dello stupro di sua cugina Lola portando alla sua incarcerazione; il suo gesto sconvolgerà e porterà alla rovina diverse vite. Crescendo si rende conto della gravità della sua azione e arriva a rifiutare di andare all'università per lavorare come infermiera pur essendo senza una vera vocazione. Da adulta diventa una scrittrice di successo, ma il senso di colpa continuerà a perseguitarla per tutta la vita e, una volta anziana, scrive un libro in cui racconta la verità su quello che ha fatto per espiare le sue azioni.
- Robbie Turner: il giardiniere dei Tallis figlio della domestica Grace Turner. È un giovane estremamente brillante, tanto che il signor Tallis paga per i suoi studi e cresce andando a scuola con Cecilia e Leon. Si rende conto di aver sviluppato dei sentimenti per Cecilia, ma dopo che i due si sono dichiarati lui viene accusato di stupro da Briony e per questo incarcerato dopo che l'intera famiglia Tallis (tranne Cecilia) gli ha voltato le spalle. Con l'inizio della seconda guerra mondiale parte in servizio per accorciare la sua detenzione, con l'intento di tornare da Cecilia per iniziare una nuova vita con lei. In Francia sperimenta in prima persona gli orrori del conflitto, andando avanti solo al pensiero di ricongiungersi con Cecilia, ma muore prima del rientro in patria a causa di una piccola ferita infetta nel 1940. Briony nel suo libro si immagina un lieto fine per lui e la sorella come espiazione per quello che ha causato loro con la sua menzogna.
- Cecilia Tallis: la figlia di mezzo della famiglia Tallis. Si scopre innamorata del suo compagno di infanzia Robbie Turner e, quando la sua famiglia lo accusa di un crimine che non ha commesso, si allontana da loro tagliando completamente i rapporti e diventando infermiera. Lei e Robbie progettano di iniziare la loro vita insieme al ritorno di lui dalla guerra, ma Cecilia muore durante un bombardamento nel 1940. Briony nel suo libro si immagina un lieto fine per la sorella e Robbie come espiazione per quello che ha causato loro con la sua menzogna.
- Leon Tallis: il figlio maggiore della famiglia Tallis, di carattere allegro e solare. Ritorna a casa nell'estate del 1935 portando con sé il suo amico Paul Marshall, evento per cui a casa Tallis ci sono grandi preparativi. Nonostante lo stretto legame che ha con Robbie, non fa nulla per impedire la sua incarcerazione per l'accusa di stupro. Quando Cecilia rompe i contatti con la famiglia per non aver creduto a Robbie, Leon cerca di parlare con lei ma viene malamente respinto. Nel presente si scopre che è ancora vivo a una veneranda età e ha diversi matrimoni alle spalle.
- Emily Tallis: la madre di Briony, Cecilia e Leon. Non ha un forte controllo sulla famiglia, passando gran parte del tempo a letto a causa delle sue emicranie. Prova molto affetto per Briony, mentre sembra nutrire fastidio verso Lola poiché ritiene tenga ad "attirare tutta l'attenzione su di sé con i suoi problemi" similmente a come faceva sua sorella minore Hermione. Disapprova il fatto che suo marito paghi gli studi per Robbie in quanto è il giardiniere di famiglia; quando viene accusato di stupro, si batte molto attivamente per farlo condannare. Viene fatto intendere che alla fine abbia divorziato dal marito.
- Jack Tallis: il padre di Briony, Cecilia e Leon, spesso assente a causa del suo lavoro. Paga gli studi di Robbie riconoscendone il potenziale e gli permette tranquillamente di frequentare i suoi figli come un membro della famiglia, ma non fa nulla per impedire il suo arresto quando viene accusato di stupro. Viene fatto intendere che successivamente abbia divorziato da Emily per un'altra donna.
- Dolores 'Lola' Quincey: la cugina dei fratelli Tallis, una ragazza con capelli rossi e pelle lentigginosa. All'inizio della storia ha quindici anni e va a stare temporaneamente dalla famiglia Tallis con i fratelli più piccoli a causa del divorzio difficile dei genitori. Le sue tendenze ad attirare tutta l'attenzione le fanno guadagnare l'antipatia di Emily e Briony. Subisce le attenzioni del ricco magnate Paul Marshall che l'aggredisce in due occasioni arrivando a violentarla. Lola però non riesce (o non vuole) riconoscere il suo aggressore e lascia che Briony indichi come colpevole della violenza sessuale Robbie Turner. Anni dopo si sposa proprio con Marshall, rendendo quindi impossibile condannare l'uomo in quanto suo marito. Briony intuisce che Lola non permetterebbe mai che suo marito venga accusato dello stupro, pertanto progetta di far pubblicare il libro in cui racconta la verità dell'accaduto solo dopo la morte sua e di Marshall.
- Jackson e Pierrot Quincey: i fratelli gemelli più giovani di Lola e cugini dei ragazzi Tallis. All'inizio della storia hanno nove anni e vengono mandati insieme alla sorella dalla famiglia Tallis durante il difficile divorzio dei genitori. Briony insiste per farli recitare nel suo spettacolo teatrale, salvo poi cancellarlo con loro grande delusione. Soffrono parecchio della situazione, anche a causa della diffidenza delle persone che si occupano di loro, tanto che cercano di scappare mettendo in moto gli eventi che porteranno all'arresto di Robbie. Nel presente si scopre che Jackson è morto anni prima.
- Paul Marshall: un amico di Leon in visita alla sua tenuta di famiglia; possiede una fabbrica di cioccolato che produce barrette "Amo", barrette energetiche di cioccolato fornite alle truppe dell'esercito, che gli fanno guadagnare una notevole fortuna. Esprime interesse verso la quindicenne Lola, arrivando ad aggredirla in due occasioni e violentarla. In entrambi casi la fa franca, prima incolpando i fratelli della ragazza e poi Robbie Turner, che viene anche incarcerato. Anni dopo, Marshall si sposa con Lola rendendo quindi di fatto impossibile che possa scontare la giusta pena per il suo crimine. L'età ha aggravato notevolmente la sua salute, al contrario di Lola; Briony intende far pubblicare il romanzo in cui racconta la verità dell'accaduto dopo la morte di Marshall e Lola.
- Caporale Nettie: uno dei due compagni di Robbie durante l'evacuazione di Dunkerque. Nella quarta e ultima sezione del romanzo, un'anziana Briony allude a un "vecchio signor Nettie" che l'ha aiutata con la stesura del romanzo,  ma non è chiaro se si tratti della stessa persona.
- Caporale Mace: uno dei due compagni di Robbie durante l'evacuazione di Dunkerque. Appare per l'ultima volta quando salva un uomo della RAF dal linciaggio di alcuni soldati.
- Grace Turner: la madre di Robbie Turner, le è stato dato il permesso da Jack Tallis di vivere nella proprietà dopo che il compagno l'ha lasciata, diventando la domestica dei Tallis. Quando suo figlio viene accusato ingiustamente di aver violentato Lola, solo lei e Cecilia credono che sia innocente; Grace si allontana dalla famiglia Tallis per aver permesso il suo arresto.
- Betty: la serva della famiglia Tallis, di carattere estremamente rigido e severo.
- Danny Hardman: il tuttofare della famiglia Tallis; Robbie e Cecilia sospettano che sia responsabile dello stupro di Lola, sebbene poi Briony svelerà loro che è stato Paul Marshall.

## Narrazione

### Stile
Il romanzo è diviso in tre parti: la prima, dedicata all'accusa di Briony, frutto di una serie di coincidenze e di incomprensioni, un'accusa pesante che distruggerà la vita di due persone. La seconda è l'espiazione della "colpa" di Robbie, una colpa che in realtà non ha mai commesso. La terza è l'espiazione di Briony, cresciuta, che espia la sua colpa in un ospedale di Londra, consapevole degli errori commessi. Ancora espiazione per Briony nell'ultima parte del romanzo quando, ormai anziana, ha appena terminato l'ultima versione del romanzo che narra quella tragica storia.
Il romanzo ci offre anche dei racconti di guerra, soprattutto nella seconda parte che vede Robbie come protagonista a Dunkerque, e delle pagine piene di pathos in cui Briony, ormai famosa scrittrice si chiede se sia possibile l'espiazione di chi ha il potere di decidere dei suoi personaggi.

## Premi e riconoscimenti
Il libro era in gara nel 2001 per il Premio Pulitzer per la narrativa. Il TIME Magazine e il The Observer lo hanno classificato nella lista dei migliori 100 libri di tutti i tempi. Lo Entertainment Weekly ha classificato Espiazione all'82º posto dei migliori 100 libri scritti negli ultimi 25 anni. Nel 2002, il romanzo ha vinto il National Book Critics Circle Award per la narrativa.

## Trasposizione cinematografica
Dal libro è stato tratto Espiazione di Joe Wright, nel 2007, con Keira Knightley nel ruolo di Cecilia Tallis e James McAvoy nel ruolo di Robbie Turner, che rispecchia fedelmente la trama del romanzo. Il film ha ottenuto riconoscimenti ai Golden Globe e ai BAFTA, ed è stato nominato a sette Premi Oscar, vincendone uno per la colonna sonora di Dario Marianelli.